# Термінал ЗПГ Ескобар
Термінал ЗПГ Ескобар — аргентинський інфраструктурний об'єкт для прийому зрідженого природного газу (ЗПГ).
На початку 2000-х зростаюча економіка Аргентини різко збільшила споживання блакитного палива, при цьому газова промисловість країни не змогла задовольнити внутрішній попит, що призвело до енергетичної кризи. Як наслідок, вирішили звернутись до імпорту природного газу у зрідженому вигляді, причому зробили вибір на користь плавучого регазифікаційного терміналу, що потребувало менше капітальних інвестицій та часу на створення. В 2008 році почав роботу перший такий об'єкт у Баїя-Бланка, а у 2011-му ввели в дію другий термінал Ескобар.
Майданчик Ескобар знаходиться неподалік від північно-західної околиці Буенос-Айресу, на південному (правому) березі Парани, за три десятки кілометрів від її впадіння у естуарій Ріо-де-ла-Плата. Враховуючи активний судноплавний трафік на Парані, причальні споруди терміналу сховали у «кармані» завглибшки 170 метрів, який створили шляхом масштабної вибірку грунту (всього в межах проекту вилучили 3 млн м3). Глибина біля причалу становить 12,7 метрів і він призначений для швартовки плавучої установки зі зберігання та регазифікації ЗПГ, до якої з іншої сторони швартуються газовози, що доправляють нові партії зрідженого газу. Враховуючи максимальну осадку суден на цій ділянці річкового судноплавного ходу по Парані — не більше 10,4 метра — газовози із ємністю резервуарів у 138 тис. м3 не можуть досягати терміналу Ескобар із повним завантаженням, тому вони або приходять до Аргентини недовантаженими, або передають частину ЗПГ на малі газовози у естуарії Ріо-де-ла-Плата.
Регазифікована продукція по перемичці завдовжки 31 км із діаметром 750 мм передається до трубопроводу Centro Oeste. Пропускна здатність перемички визначена на рівні 17 млн м3 на добу.
Плавучу установку для Ескобар надає у фрахт у американська компанія Excelerate Energy. З початку роботи терміналу у 2011-му та до першої половини 2015-го це була установка «Exemplar», яку в подальшому перевели на інший аргентинський термінал у м. Баїя-Бланка. В свою чергу, до Ескобар не пізніше 2016-го прибула установка «Expedient».
У жовтні 2020-го на роботу «Expedient» наклали заборону з природоохоронних міркувань, проте у лютому 2021-го на тлі наближення змового сезону (та, відповідно, пікового енергоспоживання) ця заборона була відмінена.
Станом на листопад 2022-го «Expedient» все ще перебувала на терміналі Ескобар.
Проект терміналу спільно реалізували іспано-аргентинска нафтогазова корпорація Repsol YPF та аргентинська державна Energía Argentina Sociedad Anónima (ENARSA).